# Parafia św. Apostołów Piotra i Pawła w Lidzbarku Warmińskim
Parafia Świętych Apostołów Piotra i Pawła w Lidzbarku Warmińskim – rzymskokatolicka parafia w Lidzbarku Warmińskim, należącym do archidiecezji warmińskiej i dekanatu Lidzbark Warmiński. Została utworzona przed 1308. Jest najstarszą parafią w mieście. Mieści się przy Placu Kościelnym.